# Vladimir Șuhov
Vladimir Grigorievici Șukov (rusă Владимир Григорьевич Шухов), n. 28 (stil vechi) / 16 august 1853 - d. 2 februarie 1939) a fost un om de știință rus multilateral, inginer, arhitect, designer, constructor, fotograf, inventator, cunoscut pentru lucrările sale de pionierat în domeniul analizei ingineriei structurale, care a condus la o revoluție în designul industrial, permițând realizarea primelor structuri hiperboloide, structurilor subțiri, structurilor de tensiune, structuri de tip gridshell, rezervoare de țiței, conducte, boilere, nave maritime și barje.
În afara inovaților pe care Șuhov le-a adus indistriei petroliere și a construirii a numeroase tipuri de poduri și clădiri, Șuhov a fost inventatorul unei întregi familii forme structurale având curburi duble. Aceste forme, bazate pe geometria ne-euclidiană a hiperboloidelor rotaționale este cunoscută astăzi sub numele de hiperboloizi de revoluție.
Fiind un remarcabil teoretician și practician, Șuhov a realizat schițe, desene și proiecte, dintre care unele realizate în timpul vieții sale, dar a și explicat matematic prin demostrații corespunzătoare generarea întregii familii. Designul turnurilor sale hiperboloidice este remarcabil, Turnul Șuhov fiind un strălucit exemplu.

## Fotografii ale unor opere

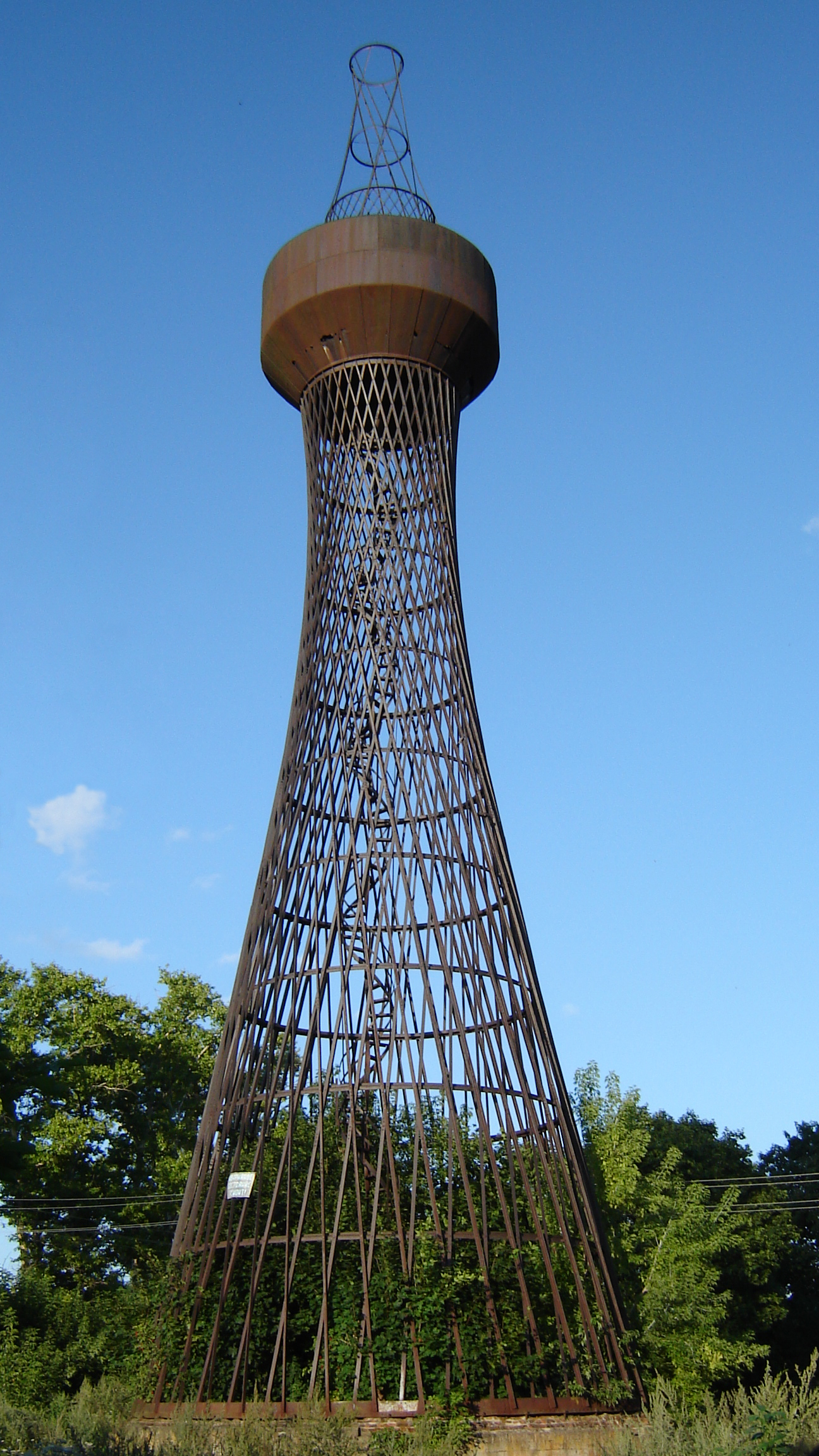
Prima structură hiperboloidică realizată de Vladimir Şuhov, Polibino, Lipetsk Oblast, 2006
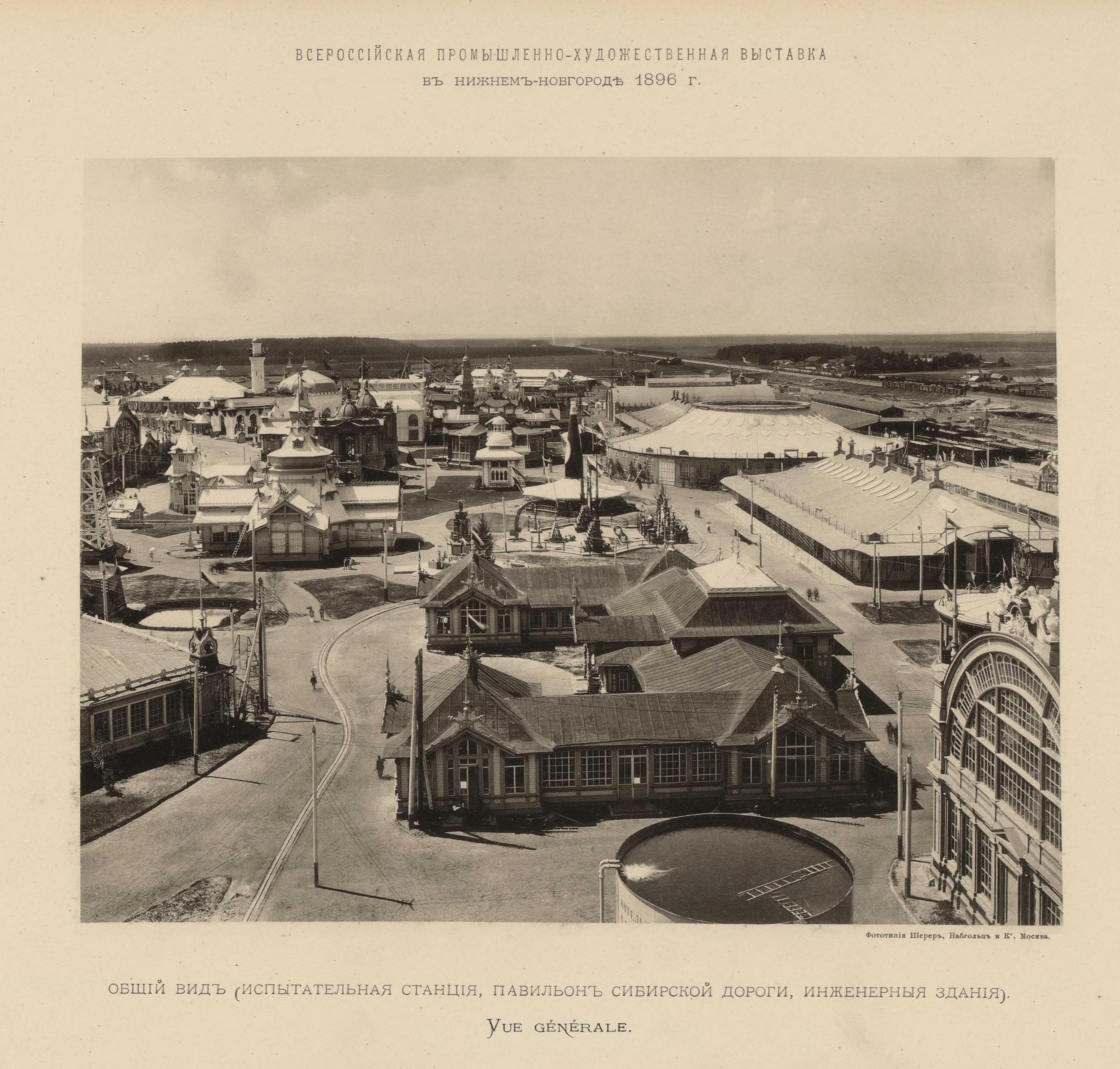
Rotunda şi un pavilion rectangular, Nijni Novgorod, 1896
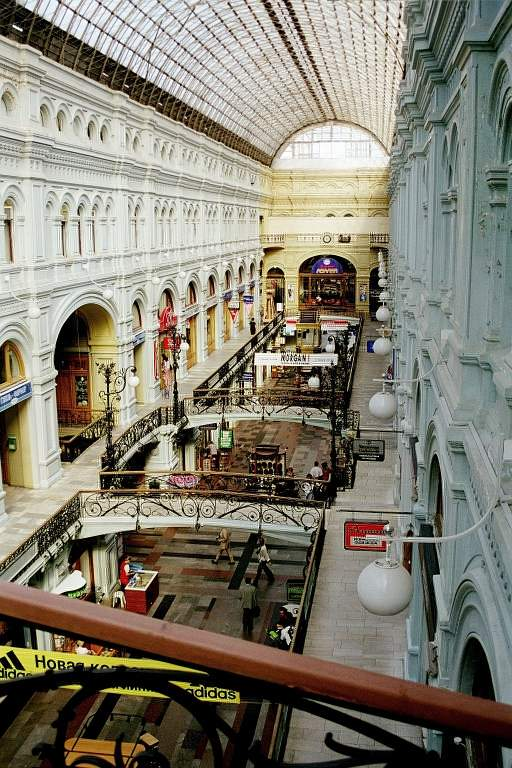
Pasaj comercial acoperit GUM din Moscova
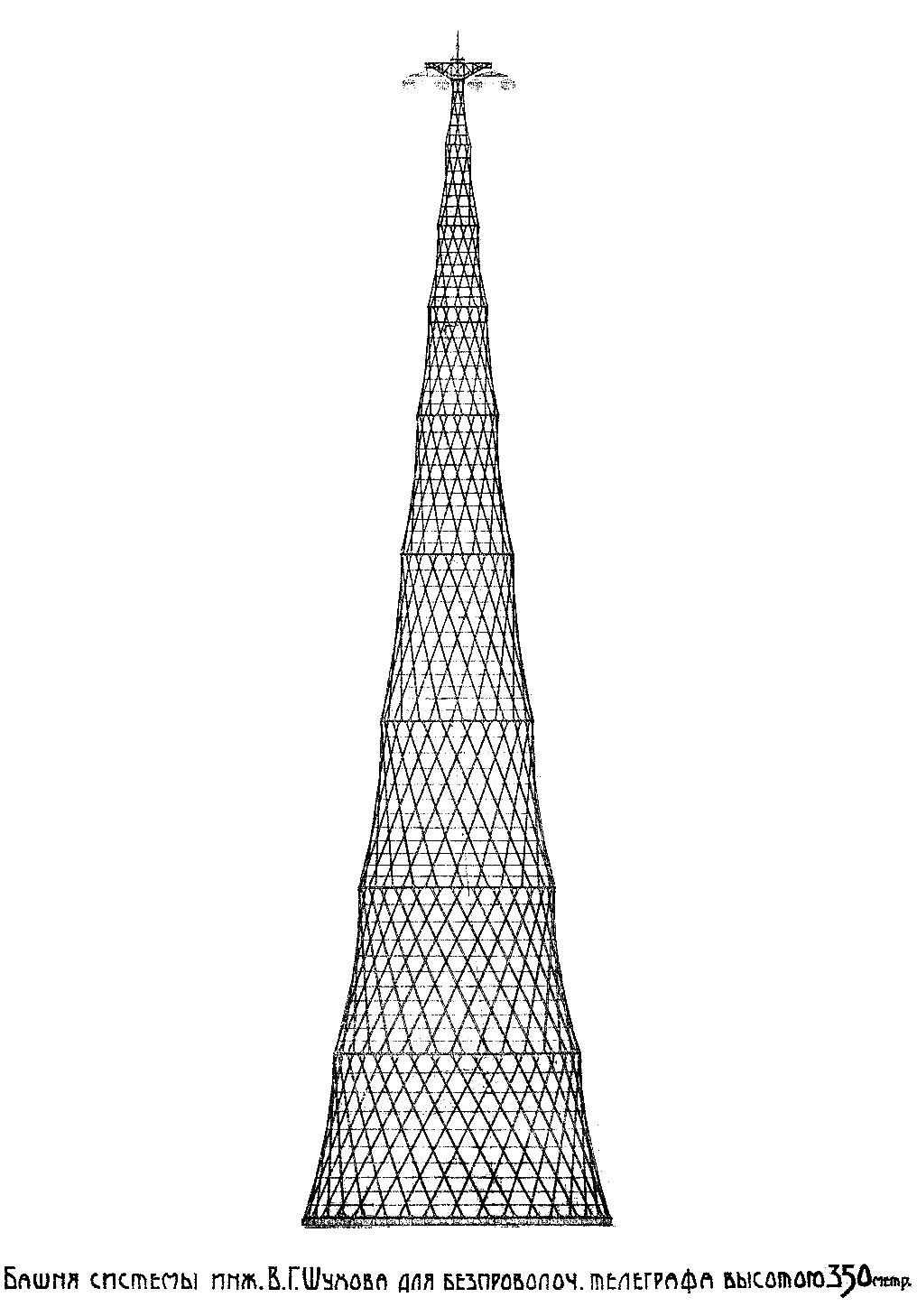
Turnul Şuhov - Proiect de 350 m înălţime, 1919
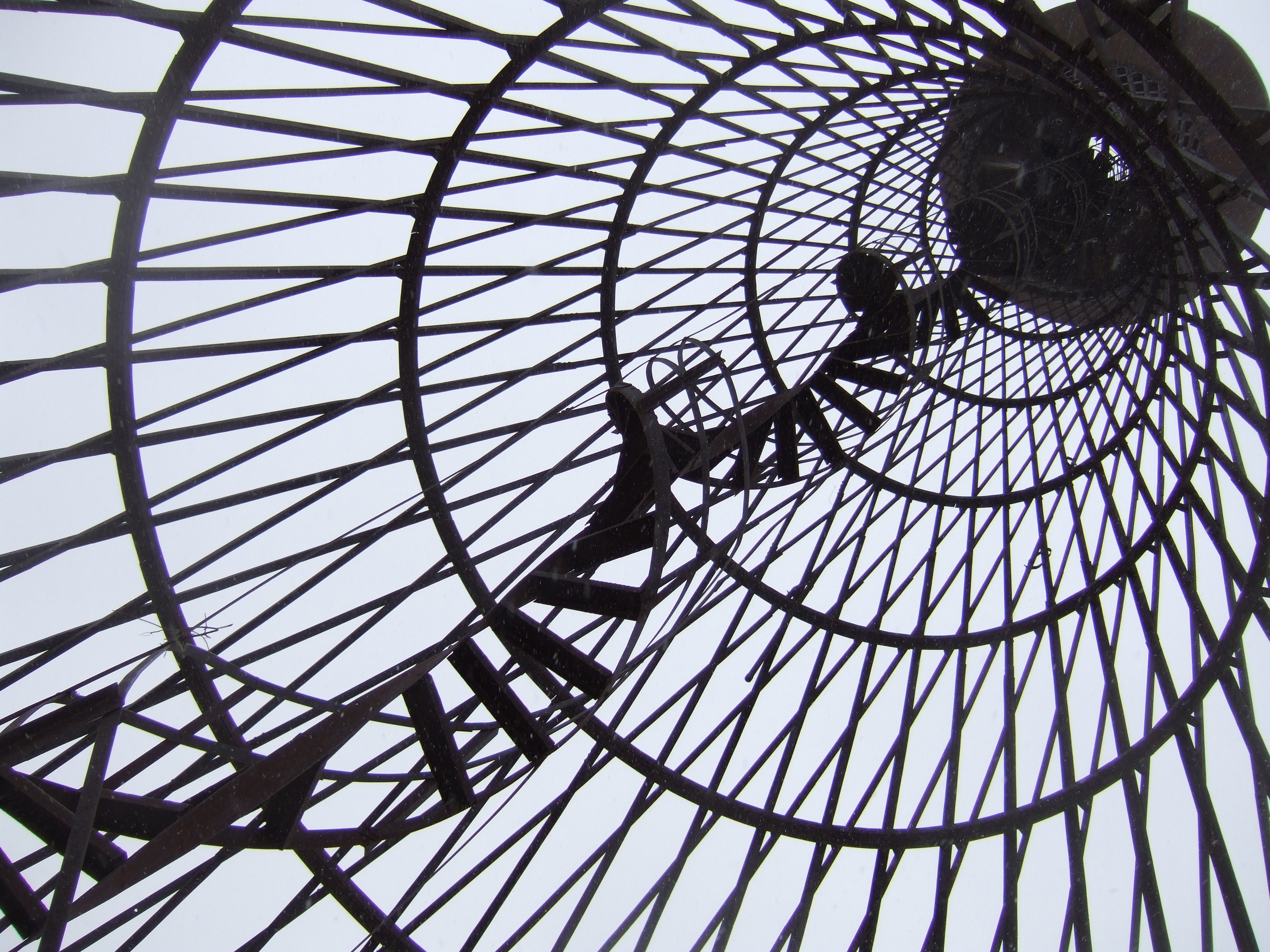
Structura primului turn Şuhov, fotografiată din interior
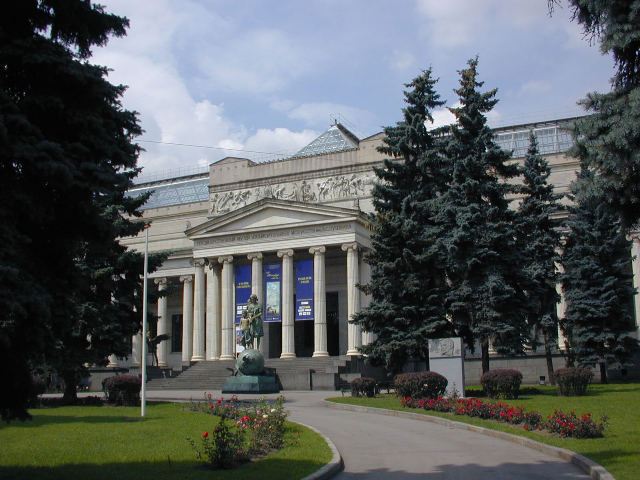
Muzeul Puşkin de Arte Frumoase, Moscova
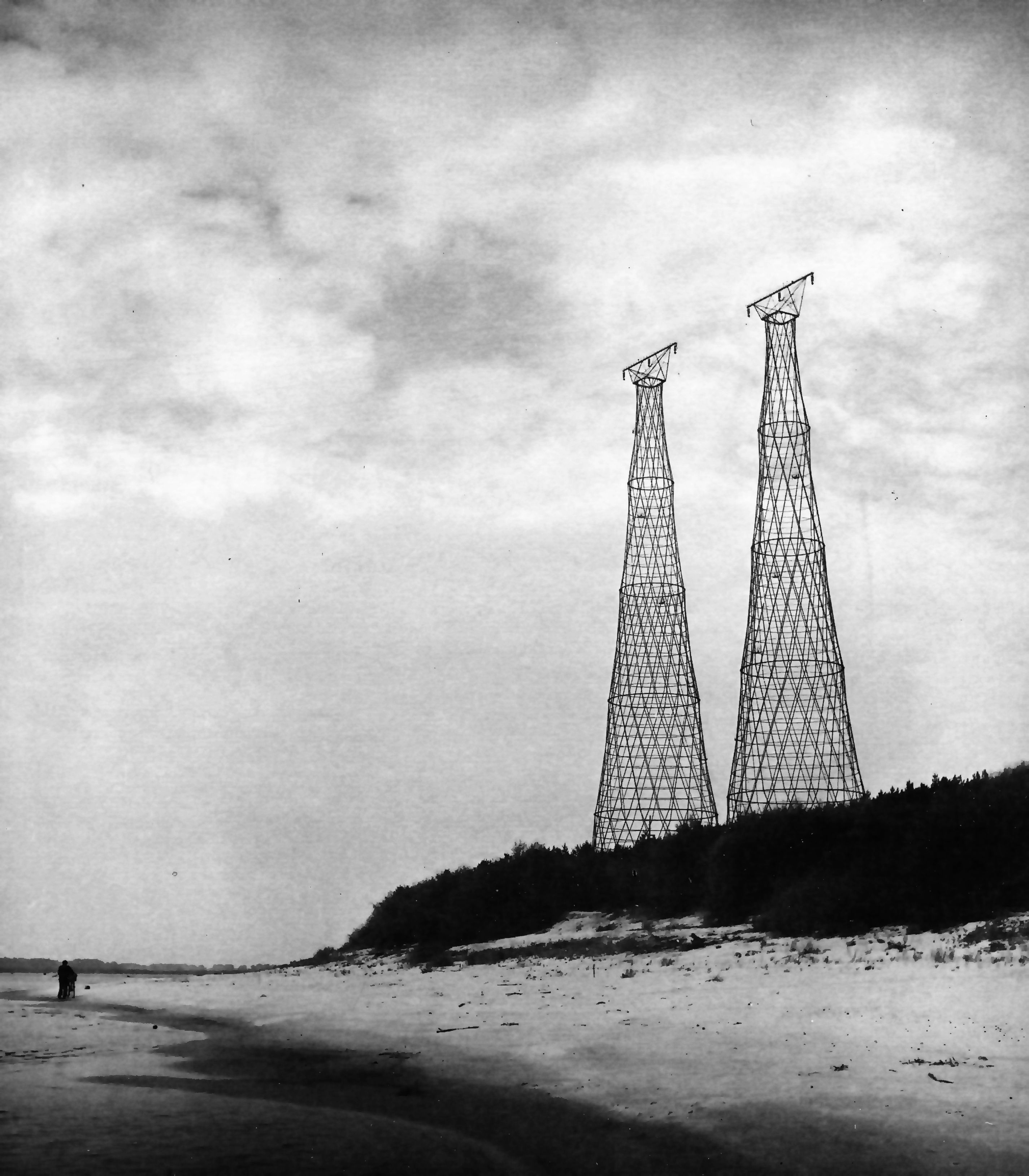
Turnurile Şuhov de pe malurile râului Oka, 1989
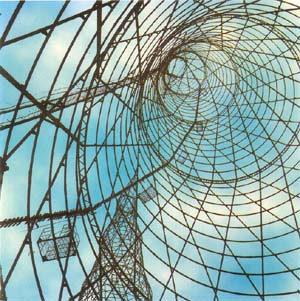
Interiorul unuia din turnurile ŞuHov de pe râul Oka din suburbiile oraşului Nijni Novgorod, 1989